# Ты еси муж, сотворивый сие
«Ты еси́ муж, сотвори́вый сие́» (англ. Thou Art the Man) — рассказ американского писателя-романтика Эдгара Аллана По, примыкающий к его известному циклу, положившему начало детективу — новому литературному жанру для западной культуры. Рассказ был написан не позднее мая 1844 года и впервые опубликован в филадельфийском журнале Godey’s Magazine and Lady’s Book в ноябре того же года. Его название восходит к библейской истории о пророке Нафане, посланном Богом для наставления израильского царя Давида, ранее отправившего на верную смерть своего воина Урию с целью завладеть его женой Вирсавией. Рассказав царю притчу о несправедливом богаче, пророк обращается к Давиду со словами, использованными Эдгаром По в названии своего рассказа (2-я книга Царств 12:7).
Новелла предвосхитила несколько приёмов, ставших позже характерными для детективной литературы: действие происходит в провинциальном патриархальном городке, где все друг друга знают; убийца является наименее подозреваемым лицом; его изобличение производится путём эффекта неожиданности; в конце происходит наказание виновного; в финале присутствует рассказ о предшествующих событиях и их объяснение. Вместе с тем, в литературоведении распространена точка зрения о том, что отнести это произведение к чисто детективному жанру не представляется возможным, так как особенности повествования, осуществляемого неназванным рассказчиком и концентрирующегося на убийце, лишают историю выраженной детективной загадки. Кроме того, новелла насыщена различными ироническими и пародийными деталями, что приводит к её жанровой размытости.

## Сюжет
Рассказ ведётся от лица неназванного рассказчика. Мистер Шоттльуорти, являющийся наиболее богатым и уважаемым жителем провинциального городка Рэттлборо, пропал, выехав на лошади по делам в соседний город. Его исчезновение встревожило горожан, так как его лошадь вернулась обратно раненая, вся в грязи и без вьюков с грузом.
Самое деятельное участие в розысках пропавшего принял Чарльз Гудфелло, появившийся в городе всего полгода назад, но быстро завоевавший симпатии горожан. Особенно дружен он стал с Шоттльуорти, который часто его принимал у себя и угощал. Гудфелло питал особое пристрастие к вину Шато Марго, которым его охотно угощал радушный хозяин. Видя какую радость приносит ему это вино, Шоттльуорти пообещал порадовать друга и купить для него большой ящик вина этой марки. После пропажи друга первоначально Гудфелло предлагал ничего не предпринимать. Однако в этот процесс вмешался племянник пропавшего по имени Пеннифитер, о котором в городе были невысокого мнения из-за его беспорядочного образа жизни. Он проживал в доме своего дяди и был в натянутых отношениях с Гудфелло. Однажды он даже ударил его, после чего тот сказал, что найдёт способ расквитаться с обидчиком. Пеннифитер настаивал на поисках дяди и высказал твёрдое убеждение, что он убит. Это утверждение вызвало завуалированное обвинение со стороны Гудфелло в отношении племянника жертвы.
Горожане согласились, что необходимо начать поиски и их возглавил Гудфелло. Они прошли по следам лошади Шоттльуорти к озеру, где рядом обнаружили следы борьбы. По предложению Гудфелло из него спустили воду и на дне обнаружили разодранный и окровавленный жилет Пеннифитера. Гудфелло попытался разуверить присутствующих в безосновательности подозрений в отношении Пеннифитера, но его речь вызвала ещё большее недоверие к наследнику пропавшего, в связи с чем его арестовали. Во время возвращения в город Гудфелло нашёл окровавленный нож, принадлежащий задержанному. Последний был доставлен к следователю, где выяснилось, что в день пропажи дяди он охотился в районе озера. Душкинс заявил, что накануне того рокового дня Шоттльуорти заявил своему единственному родственнику, что завтра отправится в соседний город, чтобы положить крупную сумму денег в банк, а также переписать завещание и лишить племянника наследства. После того, как последний признал правдивость этих показаний, в его комнате был проведён обыск, в ходе которого найдены дополнительные улики, а также установлено, что пуля в теле лошади была выпущена из ружья подозреваемого.
Пеннифитер предстал перед судом, был признан виновным и приговорён к смертной казни. Гудфелло разбогател и стал устраивать в своём доме шумные сборища. В один из дней он получил извещение о том, что заказанное покойным два месяца назад вино должно прибыть на следующий день. Обрадованный, он пригласил знакомых на ужин, где пожелал угощать якобы выписанным им ранее дорогим вином. В его доме собралось большое количество гостей, с нетерпением ожидавших прибытие запаздывающего заказа и к тому времени сильно опьяневших. Наконец огромный ящик с вином был доставлен и водружён на стол напротив изрядно захмелевшего хозяина. Присутствующий на банкете рассказчик открыл ящик, откуда неожиданно поднялся труп Шоттльуорти и сел прямо напротив Гудфелло. После этого разлагающееся тело медленно произнесло в сторону хозяина дома: «Ты еси муж, сотворивый сие!». Гудфелло был сильно потрясён произошедшим, после чего совершил признание в убийстве, фабрикации улик в отношении Пеннифитера и упал замертво.
Оказалось, что разоблачение виновного совершил рассказчик, с самого начала заподозривший Гудфелло в убийстве. Он обнаружил труп погибшего, проткнул его полосой китового уса и поместил в объёмистый ящик из под вина. При его открытии согнутое тело распрямилось, а слова обращённые к убийце были произнесены рассказчиком, обладающего навыками чревовещания. В результате этих событий Пеннифитер был освобождён, получил наследство и изменил прежний образ жизни на благопристойный.

## История создания и публикации
Рассказ написан американским писателем-романтиком Эдгаром Алланом По не позднее мая 1844 года. Впервые опубликован в филадельфийском женском журнале Godey’s Magazine and Lady’s Book в ноябре 1844 года. После этого при жизни автора новелла больше не переиздавалась. Авторский оригинал хранится в Отделе рукописей и архивов Нью-Йоркской публичной библиотеки.
Название рассказа (англ. Thou art the man) восходит к библейской истории о пророке Нафане, жившем во времена царей Давида и Соломона. По преданию, изложенному во второй книге Царств (2Цар. 12), Нафан обратился с этими словами к царю Давиду, перед этим рассказав ему притчу о богаче и бедняке, у которого была одна единственная овечка. Богач забрал её, чтобы приготовить обед для своего гостя. Давид, узнав эту историю, разгневался на несправедливость истории, на что Нафан ответил ему, что он и есть тот богач, так как неблагодарно поступил по отношению к Богу, совершив грех прелюбодеяния с Вирсавией, женой своего воина Урии, по распоряжению царя посланного на верную гибель.
Ранее это выражение использовал Томас Де Квинси в своей автобиографической книге «Исповедь англичанина, употреблявшего опиум». Эдгар По знал и высоко ценил произведения английского писателя и, в частности, его работу основанную на опыте по употреблению опиума. У Де Квинси выражение употреблено в ироническим смысле в отношении экономиста Давида Риккардо, с книгой которого он ознакомился. Поняв, что в Англии появился крупный мыслитель в этой области рассказчик восклицает: «Ты еси муж, сотворивый сие!». Предполагается, что на выбор названия По могли повлиять события, связанные с так называемым «Большим лунным надувательством» (англ. The Great Moon Hoax). Это была серия из шести сенсационных очерков-мистификаций, опубликованных в 1835 году в нью-йоркской газете New York Sun, о якобы открытии жизни и цивилизации на Луне. В одной из важнейших сцен один из персонажей вскакивает со стула и восклицает то же самое обвинение. Известно, что По был знаком с этой историей, а также с источником, послужившим основой для мистификации, так что не исключено, что это могло подтолкнуть его избрать именно такое название.
На русском языке рассказ был впервые издан в 1874 году под названием «Труп-обвинитель» в качестве приложения к переводу романа Поля Де Кока «Осёл». Считается, что такой вариант названия был вызван влиянием рассказа По «Сердце-обличитель» (1843). Кроме того, имеются следующие переводы названия на русский язык: «Ты — тот человек», «Это он!», «Это ты!», «Ты виноват!», «Ты еси муж, сотворивый сие», «Ты еси муж, сотворивый сие!», «Ты есть муж, сотворивший сие…», «Ты есть муж, сотворивый сие…», а также другие варианты.

## Анализ и критика
«Ты еси муж, сотворивый сие» наряду с такими рассказами Эдгара По как «Убийство на улице Морг» (1841) «Тайна Мари Роже» (1842) «Похищенное письмо» (1844) и «Золотой жук» (1843), включают в группу «логических рассказов» или «рассказов об умозаключениях», для которых сам писатель подобрал термин — «рациоцинации» (англ. ratiocinations). Также некоторые литературоведы отмечают, что к этой группе примыкают такие рассказы как «Продолговатый ящик» (1844), «Сфинкс» (1846) и «Человек толпы».
Советский литературовед М. П. Тугушева отмечала, что «Ты еси муж, сотворивый сие» расценивается как творческая неудача По, и в связи с такой оценкой недооценивается то, что писатель предвосхитил многие черты, присущие детективной литературе XX века. В этом отношении Тугушева, отмечая, что в рассказе По «преступление совершено в мирном патриархальном селении, а преступник — самое уважаемое лицо в городке и с этой точки зрения наименее всех подходит для роли преступника», писала, что такое «важное „условие“ десятки раз использует в своих детективных романах Агата Кристи». Кроме личности преступника, являющегося наименее подозреваемым, подчёркивает литературовед, в рассказе По присутствует также и финальное объяснение, к которому часто прибегает сыщик Кристи Эркюль Пуаро, разоблачая преступника: «И так — из романа в роман, однако читатель всё равно попадается на этот испытанный крючок. Так оно было уже в первом её романе, но мы, конечно, помним, что сначала забросил эту удочку Эдгар По в рассказе „Ты еси муж, сотворивый сие“…» Также отмечается, что в новелле По впервые был применён популярный в детективной литературе приём изобличения преступника, основанный на эффекте неожиданности, что вынуждает виновного сделать признание. Израильский писатель Даниэль Клугер неоднократно указывал на то, что приём, использованный американским писателем в развязке его рассказа, со временем стал очень востребован в детективных произведениях. Это объясняется тем, что на основании улик собранных сыщиком, в реальности невозможно было бы доказать вину преступника в суде. Прообраз такого доказательственного метода, по мнению Клугера, содержится в легенде про еврейского мудреца и чудотворца Гур-Арье. Согласно преданию, в XVII веке в Кракове был убит мальчик и в этом преступлении были обвинены евреи, якобы совершившие его с ритуальными целями. Гур-Арье пришёл на отпевание и сумел оживить ненадолго мальчика, успевшего за это время сделать изобличающие показания в отношении своего отца, убившего его по наущению епископа.
Некоторые считают, что место этого рассказа в классическом детективном каноне является довольно спорным. Э. Ф. Осипова, российский исследователь творчества По, писала, что отнести этот рассказ к представителю детективного жанра можно только с «большой натяжкой». Она называет его псевдо-детективным, предназначенным для не слишком взыскательных читателей. В то же время, по её мнению, сюжет довольно интересен, но его детективная составляющая слишком очевидна, так как известно с самого начала, кто является убийцей, хотя и непонятно при каких обстоятельствах погибла жертва. По наблюдению Осиповой, в этой новелле имеется много несообразностей, странностей, а также для неё характерно «неправдоподобие якобы правдоподобной разгадки». Она подчёркивает следующую особенность произведения: «Бурлеск в нём сочетается с элементами детективного рассказа, так как в нём есть формальный признак последнего — расследование убийства и наказание преступника». Л. П. Дмитриева подчёркивает несерьёзный, ироничный характер рассказа, и отмечает, что в российском литературоведении его также характеризуют как гротеск или страшную историю. По своему содержанию рассказ представляет собой синтез «логических новелл» американского романтика («Убийство на улице Морг», «Тайна Мари Роже», «Золотой жук»), также так называемых «новелл самообличения» («Чёрный кот», «Бес противоречия», «Сердце-обличитель», «Бочонок Амонтильядо»). По оценке Дмитриевой, рассказ обладает жанровой своеобразностью: «Новаторством По в этой новелле, а также признаком эволюции поэтики писателя можно считать сочетание черт детектива и своеобразного ироничного тона повествования, который контрастирует с тяжестью описываемого преступления». Советский литературовед О. А. Алякринский назвал эту новеллу комическим детективом, насыщенным ироническими деталями, что вообще характерно для произведений По в этом жанре, представляющего собой своеобразную литературную игру с читателем. Ироничность проявляется не только в манере изложения повествователя, но и в том, что практически все имена и топонимы поданы в комическом ключе, они представляют собой «говорящие» фамилии и названия, которые неоднократно варьируются и обыгрываются автором.

## В культуре
Новелла По упоминается в рассказе польского писателя Станислава Лема «Ананке» (пол. Ananke, 1971), входящего в его научно-фантастический цикл «Рассказы о пилоте Пирксе». По сюжету произведения, во время пребывания на Марсе космический навигатор Пиркс становится свидетелем катастрофы при посадке гигантского космического корабля новейшей разработки. Он начинает выяснять, что могло стать причиной этого и как предотвратить крушение прибывающих следом таких же кораблей. Ему удаётся понять, что к катастрофе привели непреднамеренные действия его старого сослуживца Уоррена Корнелиуса, страдавшего ананкастическим синдромом, которого как заслуженного космического навигатора привлекли к тренировочным тестам компьютеров этих кораблей. Пиркс знал, что Корнелиус любил творчество Эдгара По. С целью предотвращения дальнейших катастроф Пиркс решается послать на Землю радиограмму Корнелиусу, текст которой состоит из одной строки: «Thou Art the Man». По прочтении письма адресат пишет признание о своей вине и кончает жизнь самоубийством. В «Энциклопедии Эркюля Пуаро» Арсений Богатырёв отметил, что в литературе сопоставляется эпизод с чревовещанием из произведения По с рассказом Агаты Кристи «Морское расследование», где это навык был использован убийцей для создания алиби.